# 郡虎彦
郡 虎彦（こおり とらひこ 1890年（明治23年）6月28日 - 1924年（大正13年）10月6日）は、東京府出身の日本の劇作家。萱野二十一（かやの はたかず）の筆名でも知られる。虎彦はまた、ダンヌンツィオの『秋夕夢』を日本に翻訳紹介し、三島由紀夫に大きな影響を与えた。

## 人物・来歴
東京府東京市京橋区南八丁堀（現在の東京都中央区湊）にて、鈴木耕水（私塾経営者）・錫（すず、旧姓石渡）夫妻の六男として誕生。生後まもなく母方の叔母夫婦の養嗣子となる（ただし入籍は5歳の時）。養父の郡寛四郎は幕末の会津藩家老・萱野長修の三男で日本郵船の最古参の船長。実母と養母が石渡家出身の姉妹で、石渡荘太郎は郡の従弟である。
3歳から養父の勤務地である神戸市に育ち、神戸幼稚園から神戸尋常小学校に進む。この間、4歳の時に罹患したインフルエンザが原因で脊髄炎と肋膜炎を併発し、病気の問屋と呼ばれた。
1902年（明治35年）、神戸尋常小学校高等科第3学年を中退して上京。同年9月、学習院中等学科1年級に編入学。成績優秀につきたびたび褒状を授与された。とりわけ英語に秀でており、バイロンやシェリーの詩を諳んじた。
1905年（明治38年）、柳宗悦と共に『輔仁会雑誌』編纂部委員となり、上級生の志賀直哉、武者小路実篤、児島喜久雄、細川護立、木下利玄、里見弴たちと知り合う。オスカー・ワイルドやシュニッツラー、ホーフマンスタールといった世紀末文学に耽溺。1908年（明治41年）に中等学科を卒業し、高等学科に進学。1909年（明治42年）、柳宗悦と共に回覧雑誌『桃園』を創刊。
1910年（明治43年）、学習院高等学科2年在学時、最年少の同人として『白樺』に参加（萱野二十一の筆名を使う）。同年11月、小説『松山一家』が『太陽』の懸賞に入選。
1911年（明治44年）、学習院高等学科を卒業して東京帝国大学文科英文科に入学。しかし講義に飽き足らず欠席を繰り返して創作に没頭。『幻想曲』『鉄輪（かなわ）』『腐敗すべからざる狂人』『清姫 若くは道成寺』などを立て続けに発表。
1912年（明治45年）4月、『清姫 若くは道成寺』の改作『道成寺』を『三田文学』に発表。この作品が同年4月27日と28日に自由劇場にて、市川左團次たちにより上演される。
1913年（大正2年）、東京帝国大学英文科を中退。同年8月16日、神戸から宮崎丸に乗って渡欧。9月末にパリ到着。約1か月後、ミュンヘンに移る。1914年（大正3年）8月、第一次世界大戦の戦火を避けてオランダ経由で渡英。
1915年（大正4年）4月、イタリアを旅行。ローマにてルネサンス芸術に触れる。6月、W・B・イェイツおよびエズラ・パウンドの前で伊藤道郎たちと共に能を上演。イェイツの『鷹の井戸』に霊感を与える。冬、イギリス女性ヘスター・セインズベリーと知り合い、同棲を始める。
1917年（大正6年）、戯曲『鉄輪』を自ら英訳。この作品が12月16日にロンドンのクライテリオン劇場で上演される。1918年（大正7年）、英語版の『鉄輪』『王争曲』を刊行。
1920年（大正9年）、英語版の『アブサロム』を刊行。過労により健康を損ね、ローザンヌやミューレンで静養した後、マルセイユから一時帰国の途につき、10月6日に神戸着。1921年（大正10年）1月14日、静岡丸に乗って再び渡欧。スイス、ドイツ、フランス、イタリアを転々とする。
1922年（大正11年）、『義朝記』を英文で刊行。この作品が10月3日から3週間にわたりロンドンのリトル・シアターで上演され、『タイムズ』紙などの有力紙で高い評価を受ける。
1924年（大正13年）、結核のためスイスのサナトリウムにて病死。

## 著書
- Torahiko Khori, "Saul and David." Arthur L. Humphries, London, 1918.
- Torahiko Kōri, "Kanawa: The Incantation." Gowans and Gray, London and Glasgow, 1918.
- Torahiko Khori, "Absalom and Other Plays & Poems." Selwyn & Blount, 1920.
- Torahiko Kori, "The Toils of Yoshitomo, A Tragedy of Ancient Japan." Selwyn & Blount, 1922.
- 里見弴・志賀直哉・武者小路実篤編『郡虎彦全集』創元社、1936年（復刻版・飯塚書房、1981年）
- 横島昇訳『郡虎彦英文戯曲翻訳全集』未知谷、2003年

## 舞台
- 2004年 - 『義朝記』（寺田夢酔企画）
演出：寺田夢酔、翻訳：青井陽治。